# Bistum Xuzhou
Das Bistum Xuzhou (lat.: Dioecesis Siuceuvensis) ist ein römisch-katholisches Bistum mit Sitz in Xuzhou in der Volksrepublik China.

## Geschichte
Papst Pius XI. gründete mit dem Breve Ad rei christianae die Apostolische Präfektur Süchow am 1. Juli 1931 aus Gebietsabtretungen des Apostolischen Vikariats Nanking. Am 18. Juni 1935 wurde sie mit der Bulle Merito lubenterque in den Rang eines Apostolischen Vikariats erhoben.
Mit der Apostolischen Konstitution Quotidie Nos wurde es am 11. April 1946 zum Bistum erhoben. Im Jahr 1959 wurde Thomas Qian Yu-rong zum Bischof ernannt, der die Diözese bis heute verwaltete. Seit 30. November 2006 hat die Diözese einen Koadjutorbischof in der Person von John Wang Renlei, dessen Ordination eine Kontroverse und eine starke offizielle Reaktion des Heiligen Stuhls verursachte.

## Ordinarius

### Apostolischer Präfekt von Süchow
- George Marin S.J. (3. Dezember 1931 bis 18. Juni 1935)

### Apostolischer Vikar von Süchow
- Philip Côté SJ (18. Juni 1935 bis 11. April 1946)

### Bischöfe von Luoyang
- Philip Côté SJ (11. April 1946 bis 16. Januar 1970)
- Thomas Qian Yu-rong (1959–2007 nur mit Zustimmung der Chinesischen Katholisch-Patriotischen Vereinigung, von 2007 bis zur Emeritierung 2011 von Rom anerkannter Diözesanbischof)
- John Wang Renlei (ab 2011 mit Bestätigung der Chinesischen Katholisch-Patriotischen Vereinigung, seit 2012 nach Aussöhnung mit dem Heiligen Stuhl auch mit Anerkennung aus Rom)